# باتريك هانكس
باتريك هانكس (بالإنجليزية: Patrick Hanks)‏ هو معجمي بريطاني، ولد في 24 مارس 1940.